# Doswell
Doswell è una comunità non incorporata degli Stati Uniti d'America, situata in Virginia, nella contea di Hanover.

## Parchi di divertimento
- Kings Dominion